# Regionaltog kollideret frontalt på Holstebro station
Den 1. juni 2004 kl. ca. 7:19 kolliderede et indkørende regionaltog fra Herning med et udkørende regionaltog i sydenden af Holstebro station i sporskifte 01.
Kollisionen mellem de tog regionaltog skete ved forholdsvis lav hastighed og 26 personer blev kvæstet, heraf 2 alvorligt; alle var passagerer i det indkørende tog (RV 3705).
Undersøgelserne påviste, at tog RV 3718 var afgået fra Holstebro spor 1 uden at der var signalgivning til udkørsel, idet PU-signalet, der skulle iagttages, ikke eller kun vanskeligt kunne ses fra togets normale standsningsted i spor 1 og lokomotivføreren havde formentlig benyttet signalgivningen i uordenssignalet for overkørsel 360 som indikation af at der var signal til udkørsel. Det kritiske PU-signal blev siden flyttet så der kunne opnås den krævede synlighed og desuden er strækningen siden blev udrustet med ATC i forenklet udgave (ATC-t).